# VIA Eden
VIA Eden es una variante de los CPU C3 y C7, de VIA Technologies. Fue diseñado para ser utilizado en dispositivos embebidos. Tiene un tamaño reducido, menor consumo de energía y su rendimiento es menor comparado con sus equivalentes hermanos mayores,  los C series. A menudo se utiliza en placas base VIA EPIA mini-ITX, nano-ITX, y Pico-ITX.
El Eden está disponible en cuatro versiones principales:
- Eden ESP: Núcleos Samuel y Nehemia (300 MHz-1.0 GHz) - EBGA 35mm×35mm, 66/100/133 MHz FSB
- Eden-N: Núcleo Nehemiah (533 MHz-1.0 GHz) - NanoBGA 15mm×15mm, 133 MHz FSB
- Eden: Núcleo Esther (400 MHz-1.2 GHz) - NanoBGA2 21mm×21mm, 400 MT/s FSB
- Eden ULV: Núcleo Esther (500 MHz-1.5 GHz) - NanoBGA2 21mm×21mm, 400 MT/s FSB

El Eden ULV 500 MHz fue la primera variante que logró una Potencia de diseño térmico de 1W .